# Batalla de Vilafranca (1744)
La batalla de Vilafranca es va desenvolupar el 20 d'abril de 1744, durant la Guerra de Successió Austríaca. Els exèrcits d'Espanya i de França, avançant al Regne de Sardenya, van atacar sense èxit posicions atrinxerades al pas de Vilafranca de Mar, defensats per les forces de Sardenya. A causa de les elevades pèrdues ocasionades, els defensors es van veure obligats a abandonar el port de Vilafranca dos dies després de la batalla (22 d'abril de 1744).

## Situació a Itàlia
El 1744 havia començat força negatiu per als espanyols a Itàlia. Al sud, els austríacs feien constantment retrocedir l'exèrcit del general Montemar, i Nàpols estava amenaçada. Gran Bretanya, amb superioritat naval a la Mediterrània, intervenia fent costat a Àustria, i la Royal Navy assetjava els aliats d'Espanya i frustrava el transport marítim de l'exèrcit espanyol. Gènova estava bloquejada per una esquadra britànica, i Suïssa mantenia les fronteres tancades al pas de tropes. Desplaçant-se per terra a través de l'aliada França, l'Infant Felip de Parma havia conquistat fàcilment Savoia, però, sense prou subministraments, no havia pogut avançar contra els sards als Alps.
El 22 de febrer, les armades de la Casa de Borbó van derrotar els britànics a la costa de Toló. La retirada de la flota de l'Almirall Matthews va deixar les vies marítimes temporalment sota control francès i espanyol. Amb l'arribada de subministraments al campament de Felip, 20.000 francesos de Louis François I, príncep de Conti, van ser enviats per unir-se als 20.000 espanyols de Felip, amb l'objectiu de forçar un pas a la Llombardia i unir-se amb l'exèrcit espanyol al sud. L'1 d'abril, els aliats van travessar el riu Var i van avançar cap a Niça, que va caure sense lluita. Vilafranca estava davant seu.

## Batalla
Els sards dirigits per Vittorio Francesco Filippo de Savoia, marquès de Susa, germà del rei Carles Manuel III, es van fer forts a les altures de Vilafranca. Les seves defenses naturals eren formidables: els atacants, enfilats per penya-segats i precipicis, s'enfrontaven a una difícil pujada sobre roques i penyals, a la vista de canons sards. El campament fortificat estava equipat amb més de 80 canons de tots els calibres, desembarcats en vaixells anglesos estacionats al port, disposats en onze bateries. Les forces sardes comptaven amb catorze batallons d'infanteria.
Mentrestant, l'almirall Matthews havia tornat a la zona i va desembarcar un contingent de regulars britànics, infanteria de marina i especialistes en artilleria per reforçar la defensa sarda. Aquesta força es va unir als sards a les altures, amb els seus canons enfront als francesos, contra els quals s'havia declarat la guerra feia ben poc (la Gran Bretanya estava en guerra amb Espanya des del 1739). Com Voltaire digué posteriorment, "fins i tot als Alps podíem trobar anglesos per combatre'ns".
El primer atac de Conti es va llançar el 14 d'abril, però es va suspendre a causa d'una tempesta. Finalment Conti va donar l'assalt al campament fortificat de Vilafranca la nit del 19 al 20 d'abril de 1744. En les primeres etapes de la batalla, els francesos i els espanyols van poder guanyar immediatament la posició del collet de Vilafranca, capturant o destruint cinc batallons sards. Fins i tot el comandant en cap, el marquès de Susa, va ser fet presoner i va haver de ser substituït pel Cavaller de Cinzano. Les forces franceses i espanyoles es van desplaçar per conquerir les posicions de Mont Gros, Mont Rouge i Mont Leuze, les claus del perímetre defensiu de Vilafranca. Tot i això, dirigits pel seu nou comandant, els defensors van poder contenir l'atac. En concret, el regiment Kalbermatten, unitat suïssa al servei sard, va fer una magnífica acció defensiva per a mantenir la posició de Mont Leuze. A les quatre de la tarda la situació es va restablir i Conti havia esgotat totes les forces que tenia a la seva disposició. El Cinzano va tenir l'oportunitat de llançar un assalt a Vilafranca i reocupar la posició, crucial ja que permetia el trànsit de la carretera cap a Niça. Aquesta operació, duta a terme principalment per companyies de granaders, va obtenir un èxit complet. Al vespre, els sards tornaven a tenir les posicions del matí.

## Conseqüències
Els defensors van patir grans pèrdues. Hi va haver més de 1.000 morts i ferits i 1.500 presoners, davant de menys de 3.000 pèrdues d'espanyols i francesos, que comptaven entre les seves files 433 homes presos en captivitat. Amb només 5.000 homes capaços de lluitar, Cinzano va preferir abandonar el campament fortificat de Vilafranca amb l'ajuda de la marina britànica. El vespre del 21 d'abril, al moll de Vilafranca, la guarnició va embarcar en 33 vaixells escortats per quatre vaixells de guerra britànics, i a la matinada del 22 d'abril, la flota va sortir del port. El fort de Montalbano havia estat abandonat, però Cinzano deixà una guarnició de 340 soldats a la ciutadella de Vilafranca, que es va rendir el 27 d'abril. El príncep de Conti es va adonar que la conquesta de la Riviera costaria diversos mesos de combat, i va preferir atacar els Alps al juliol, una acció que permeté l'avanç del front italià i el setge de la ciutat de Cuneo.